# Frahans
Les Frahans constituent la confrérie des tailleurs de pierre de Samoëns et de la vallée du Giffre. L'activité de ces tailleurs de pierre est très ancienne. En 1659, ils transforment leur corporation de métier en une confrérie sous l'égide de l'Église : la confrérie des Quatre Couronnés, en hommage aux Quatre Saints couronnés, chrétiens martyrisés pour avoir refusé d'édifier une statue d'idole d'Esculape pour l'empereur romain Dioclétien. Ces saints sont représentés dans le vitrail du chœur de l'église Notre-Dame-de-l'Assomption de Samoëns.
« Frahan » est le terme que les tailleurs de pierre de la vallée du Giffre utilisaient pour se désigner dans leur propre langage professionnel, le mourmé.
Du XIVe au XIXe siècle, les tailleurs de pierre de Samoëns sillonnèrent l'Europe. Parmi leurs constructions : les hôtels de ville d'Annecy et de Bonneville, l'église paroissiale de Ferney-Voltaire, la cité de Carouge, plusieurs forts de Vauban, les canaux bâtis sous Napoléon, le Sénat de Savoie à Chambéry, et même des édifices en Louisiane. Certains devinrent architectes et l'un d'eux fut élu maire de Ferney-Voltaire.